# Häädemeeste
Häädemeeste (em estoniano:  Häädemeeste vald) é um município rural estoniano localizado na região de Pärnumaa.